# Kitab-chane
Kitab-chane, kitab-chana – biblioteka muzułmańska. Pomieszczenia biblioteczne zazwyczaj umieszczane w osobnym budynku lub w jednym ze skrzydeł medresy.
W tradycji perskiej pojęciem kitab-chane określa się także słynne pracownie (skryptoria) zakładane pod królewskim patronatem, w których przede wszystkim powstawały kaligrafowane oraz zdobione miniaturami kopie rękopisów. Gromadziły one wokół siebie wielu artystów (kaligrafów, miniaturzystów, ilustratorów oraz introligatorów) i często wypracowywały własny, niepowtarzalny styl, jak na przykład kitab-chany w Szirazie, Tabrizie i najsłynniejsza chyba kitab-chane w Heracie (wszystkie trzy rozkwitły na początku XV wieku pod patronatem Timurydów).
Heracka kitab-chane w drugiej połowie XV wieku osiągnęła szczyty kunsztu artystycznego; najwybitniejszym jej artystą był miniaturzysta Behzad. W tym okresie na tle innych szkół wyróżniała się silnie zaznaczającymi się tendencjami realistycznymi, indywidualizacją ukazywanych osób oraz rosnącą zawiłością pejzażu. Z kolei konkurująca z Heratem kitab-chane w Tabrizie przeżywała największy rozkwit za Safawidów. Styl, który wypracowała, wywarł olbrzymi wpływ na miniatura za stambulskich Osmanów oraz indyjskich Mogołów. Tworzyli w niej m.in. Mirza Ali (1520-1576) i Agha Mirak (1520-1570).
W kitab-chane zajmowano się także ceramiką, projektowaniem wzorów mozaik zdobiących elementy architektury, dywanów, tkanin ozdobnych itp.
Podobną funkcję w Indiach za panowania Mogołów pełniły kar-chany.